# Nikolaï Goumilev
Nikolaï Stepanovitch Goumilev (en russe : Никола́й Степа́нович Гумилёв), né le 3 avril 1886 (15 avril dans le calendrier grégorien) à Kronstadt et mort le 16 août 1921 près de Saint-Pétersbourg, est un poète russe influent, fondateur du mouvement poétique appelé acméisme. Époux de la célèbre poétesse Anna Akhmatova, il est le père de l'historien Lev Goumilev. Son nom de famille compte de nombreuses variantes orthographiques : en anglais Gumilev, Goumilov, Goemilov, Goemiljow, Gumilyov, en français vieilli Goumileff, Gumileff, etc.

## Biographie

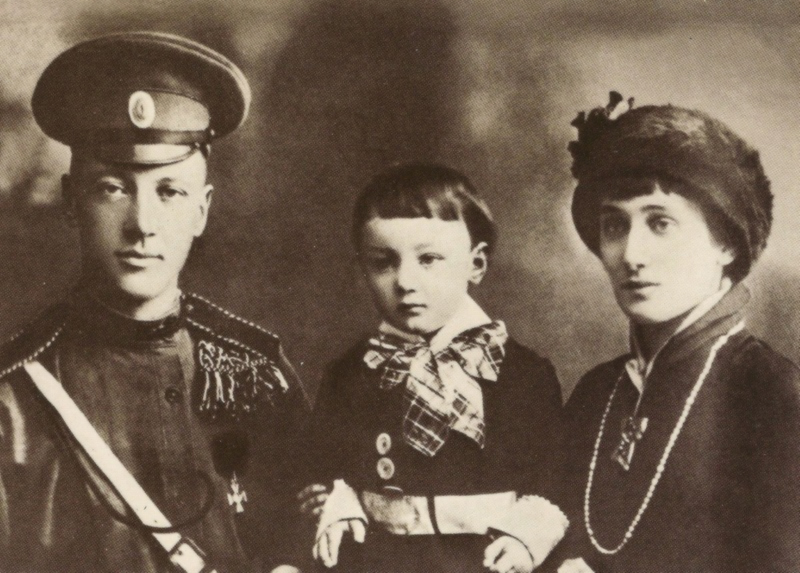
Nikolaï Goumilev et Anna Akhmatova, en 1916, avec leur fils, Lev Goumilev.

Né à Kronstadt, sur l'île de Kotline, Nikolaï est le fils de Stepan Iakovlevitch Goumilev (1836-1910), médecin de marine, et d'Anna Ivanovna Lvova (1854-1942). Il fait ses études secondaires au lycée de Tsarskoïe Selo, où il a notamment pour professeur le poète symboliste Innokenti Annenski. 
Le premier de ses poèmes à être publié paraît en septembre 1902 : « Я в лес бежал из городов » (« J'ai fui les villes pour rejoindre la forêt »). Son premier recueil, La Route des conquistadors, est publié en 1905 ; ses poèmes portent sur des sujets exotiques : girafes du lac Tchad, crocodiles de Caracalla, etc. La plupart des critiques juge ce recueil bâclé.
En 1907, Goumilev voyage fréquemment en Europe, notamment en Italie et en France. Son recueil Fleurs romantiques paraît en 1908. À Paris, il publie la revue littéraire Sirius, dont trois numéros seulement paraissent. À son retour en Russie, il est l'un des fondateurs et des principaux contributeurs d’Apollon, revue de l'avant-garde poétique russe au cours des années qui précèdent la Première Guerre mondiale. C'est à cette époque qu'il tombe amoureux de Cherubina de Gabriak (en), qui s'avère n'être que le pseudonyme de deux poètes : Elisaveta Ivanovna Dmitrieva et Maximilian Volochine. Goumilev se bat en duel avec ce dernier le 22 novembre 1909 ; aucun des duellistes n'est blessé. 
Goumilev fait plusieurs voyages en Éthiopie, inspiré par Alexandre Boulatovitch et Nikolaï Leontiev (en) ; il en rapporte de nombreux objets pour la Kunstkamera (aujourd'hui Musée d'ethnographie et d'anthropologie de l'Académie des sciences de Russie). Engagé dans la cavalerie pendant la Première Guerre mondiale, il reçoit par deux fois la Croix de Saint-Georges. Sa poésie eut une grande influence sur la jeunesse de son époque. En 1911, il fonde avec Sergueï Gorodetski la Corporation des poètes (en russe : Цех поэтов) qui donne naissance au mouvement acméiste. Il est également le cofondateur de l'Union des écrivains de toutes les Russies. 
N'ayant jamais dissimulé le mépris qu'il porte aux bolcheviks, il est arrêté en 1921 pour « complot monarchiste » dans ce que les historiens considèrent comme une des premières affaires montées de toutes pièces par la Tcheka. Goumilev fut condamné sans procès au peloton d'exécution. Il est exécuté en août 1921 en compagnie des autres membres de la conspiration de Tagantsev.

## Œuvres
- Nikolaï Goumilev, Poèmes, trad. du russe et présentés par Serge Fauchereau, éd. Le Murmure, 2003,  (ISBN 2-915099-03-0)

## Extraits
Le Tramway égaré /Заблудившийся трамвай

Je suivais une rue inconnue

Quand soudain j'entendis les corbeaux croasser,

Les sons d'un luth, de lointains grondements,

Devant moi filait un tramway.

Comment je me retrouvais sur le marchepied

Fut une énigme pour moi,

Même à la lumière du jour

Il laissait une traînée de feu.

Il filait -tempête noire ailée,

Il s'était égaré dans l'abîme des temps...

« Arrêtez, conducteur, arrêtez,

Arrêtez le wagon sur-le-champ. »  

Trop tard! Nous avons contourné le mur,

Nous avons traversé une palmeraie;

Sur la Néva, le Nil, la Seine,

Nos roues sur trois ponts ont grondé...
,

## Sources
- Anne Faivre Dupaigre, Acméisme, in Dictionnaire International des Termes Littéraires, consultable en ligne